# Aeroporto di Oslo-Fornebu

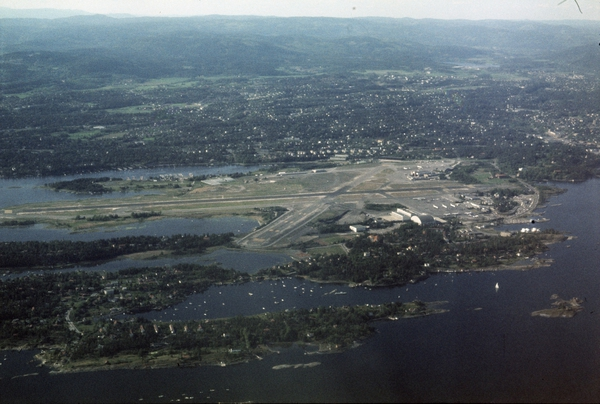
L'aeroporto prima del 1998, l'anno della sua demolizione.

L'aeroporto di Oslo-Fornebu è stato per lungo tempo il principale aeroporto della capitale norvegese, distante circa 10 chilometri dalla città. L'aeroporto è situato nel comune di Bærum, nella contea di Akershus. È stato utilizzato tra il 1º giugno 1939 e il 7 ottobre 1998. L'aeroporto è stato completamente demolito e adesso nella sua area si trova la sede della compagnia telefonica norvegese con altre numerose infrastrutture.
È stato sostituito nel 1998, dall'aeroporto di Gardemoen, situato nella zona nord-ovest di Oslo, a circa 50 chilometri dalla città, classificato come 19° aeroporto più trafficato d'Europa.
Fornebu aveva due piste, una 2.370 metri (7.780 piedi) 06/24 e una 1.800 metri (5.900 piedi) 01/19, e una capacità di 20 aerei. Nel 1996, l'aeroporto aveva 170.823 movimenti di aeromobili e 10.072.054 passeggeri. L'aeroporto è un hub per Scandinavian Airlines System (SAS), Braathens SAFE e Widerøe. Nel 1996, loro e altre 21 compagnie aeree hanno servito 28 destinazioni internazionali. A causa della limitata capacità dei terminal e delle piste, le compagnie aeree intercontinentali e charter hanno utilizzato Gardermoen. La Royal Norwegian Air Force ha mantenuto gli uffici a Fornebu.
L'aeroporto è stato aperto come aeroporto combinato marittimo e terrestre, servendo destinazioni sia nazionali che internazionali. Sostituì l'aeroporto di terra a Kjeller e l'aeroporto di mare a Gressholmen. Nel 1940 fu rilevato dalla Luftwaffe tedesca, nel contesto dell'invasione della Norvegia, ma i servizi aerei civili ricominciarono nel 1946 e fu poi rilevato dalla società norvegese di amministrazione degli aeroporti civili. L'aeroporto inizialmente aveva tre piste, ciascuna da 800 metri (2.600 piedi), ma queste furono gradualmente ampliate, prima la pista nord-sud e infine quella est-ovest alla lunghezza attuale nel 1962. Lo stesso anno il terminal si spostò a sud alla posizione finale. Negli anni '80 fu fatta un'espansione su larga scala al terminale.